# Майер, Вальдемар
Вальдемар Юлиус Майер (нем. Waldemar Julius Meyer; 4 февраля 1853, Берлин — 30 декабря 1940, Берхтесгаден) — немецкий скрипач. Брат Феликса Майера.
Родился в семье саксонского музыканта Морица Бернхарда Майера. Учился в Берлинской королевской школе музыки у Йозефа Иоахима. В 1873—1881 гг. скрипач Берлинской придворной капеллы.
Наиболее известен как руководитель (с 1897 г.) струнного квартета, в составе которого играли также Макс Хайнеке (вторая скрипка), Дагоберт Лёвенталь (альт; с 1901 г. вместо него Бертольд Хайнц) и Альбрехт Лёффлер (виолончель). В 1902 г. этот квартет вместе с двумя приглашёнными музыкантами исполнил берлинскую премьеру «Просветлённой ночи» Арнольда Шёнберга (второе исполнение этого произведения спустя полгода после венской премьеры).
Профессор Консерватории Штерна. Под редакцией Майера выходили скрипичные произведения Шарля де Берио.
Опубликовал книгу воспоминаний «Из жизни одного артиста» (нем. Aus einem Künstlerleben; 1925).